# Juan Bustamante Dueñas

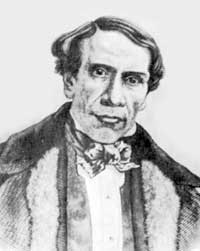
Túpac Amaru III

Juan Bustamante Dueñas (Vilque, 24 juni 1808 - Pusi, 3 januari 1868), bekend als Túpac Amaru III, was een Peruaanse inheemse leider, die, op zoek naar sociale rechtvaardigheid, een boerenopstand leidde in Puno tussen 1867 en 1868. Nadat hij was verslagen werd hij geëxecuteerd.
Dueñas was de leidende persoon binnen de politieke stroming die in die periode opkwam voor de inheemse, indiaanse bevolking. Zelf was hij een mesties. In 1867 publiceerde hij Los indios del Perú, waarin hij stelde dat de inheemse inwoners in feite de eigenaren van Peru waren en twee derde deel van de totale bevolking uitmaakten.
Hij streed tegen de maatregelen die de politiek wou nemen tegen de inheemse bevolking van Puno naar aanleiding van de opstand in Huancané, zoals de voorstellen van de afgevaardigden van Puno om de bevolking uit te roeien. Samen met generaal José Miguel Medina en Manuel Amunátegui stichtte hij in Lima de Sociedad Amiga de los Indios. Deze groep beijverde zich voor ondersteuning van de inheemse bevolking en hen middels beschaving te assimileren binnen de samenleving. Dit gold overigens alleen voor de afstammelingen van de Inca's en niet voor de stammen die in het Amazonegebied leefden: die werden door hen ongeschikt geacht om deel uit te maken van een beschaafde samenleving.